# Veronica Taylor
Veronica Taylor, född Kathleen McInerney, är en amerikansk röstskådespelerska. känd för att bland annat ha varit med och dubbat anime till engelska, och bland annat läst Ash Ketchum i Pokémon.
Andra roller hon spelat är Delia Ketchum (Ashs mor), och May i Pokémon, April O'Neil i Teenage Mutant Ninja Turtles, Amelia Wil Tesla Seyruun i TV-serien Slayers, och Nico Robins röst i 4Kids-dubbningen av One Piece. Taylor har också dubbat mamman i Eldflugornas grav av Studio Ghibli

### Fotnoter
1. ↑  ”Ash Dub Actress Attending Nom-Con”. Anime News Network. 3 maj 2011. http://www.animenewsnetwork.com/news/2011-05-03/ash-dub-actress-attending-nom-con. Läst 9 maj 2012.